# Station Sallfeld Oost-Pruisen
Station Sallfeld Ostpreußen was een spoorwegstation in de Oost-Pruisische plaats Sallfeld Ostpreußen (het tegenwoordige Zalewo in Polen) aan de lijn van Liebemühl naar Miswalde.